# Nivologie

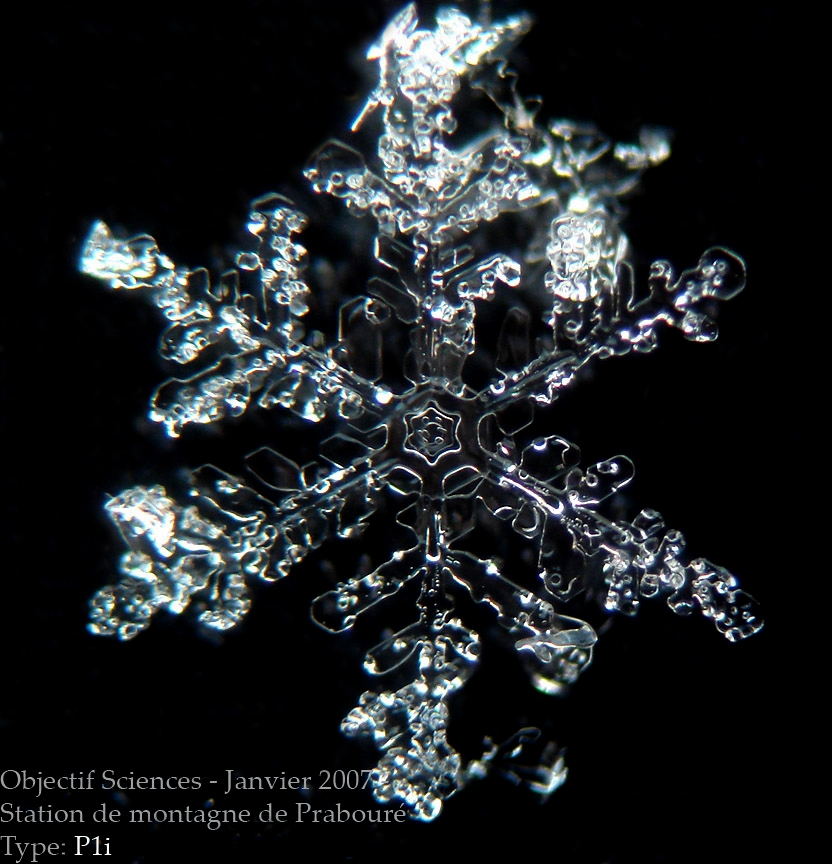
Photo numérique d'un flocon de neige.

La nivologie est la discipline scientifique qui étudie :
- la neige : formation, évolution, disparition ; caractéristiques, propriétés physiques et chimiques ; poudrerie et transport de neige par le vent ;
- le manteau neigeux : composition, stratification, stabilité, rupture ; analyses par sondages par battage ; congère ;
- le régime nivologique, soit la climatologie des chutes de neige, des zones de neige éternelle et des névés ;
- les avalanches : prévision, déclenchement, dynamique.

La nivologie s'appuie sur des mesures et modèles spécifiques. Elle est menée tant à des fins de recherche scientifique que dans des buts pratiques, de sécurité notamment (prévision et prévention des avalanches, viabilité hivernale).
Cette science de la terre s'applique à un matériau complexe dont :
- les particules de glace sont très diverses (cristaux, grains),
- plusieurs paramètres physiques sont particulièrement variables (exemples : masse volumique de quelques kg/m³ à plusieurs centaines de kg/m3 ; cohésion de quasi nulle à très forte),
- la sensibilité à la température est essentielle (exemple : teneur en eau liquide, fonte),
- la variabilité des caractéristiques est très grande, selon les lieux (exemples : poudreuse/plaque dure) et dans le temps (exemple : « métamorphose »).